# Epilyna embreei
Epilyna embreei är en orkidéart som beskrevs av Dodson. Epilyna embreei ingår i släktet Epilyna och familjen orkidéer.
Artens utbredningsområde är Ecuador. Inga underarter finns listade i Catalogue of Life.